# Cornelis Christiaan Berg (Philologe)

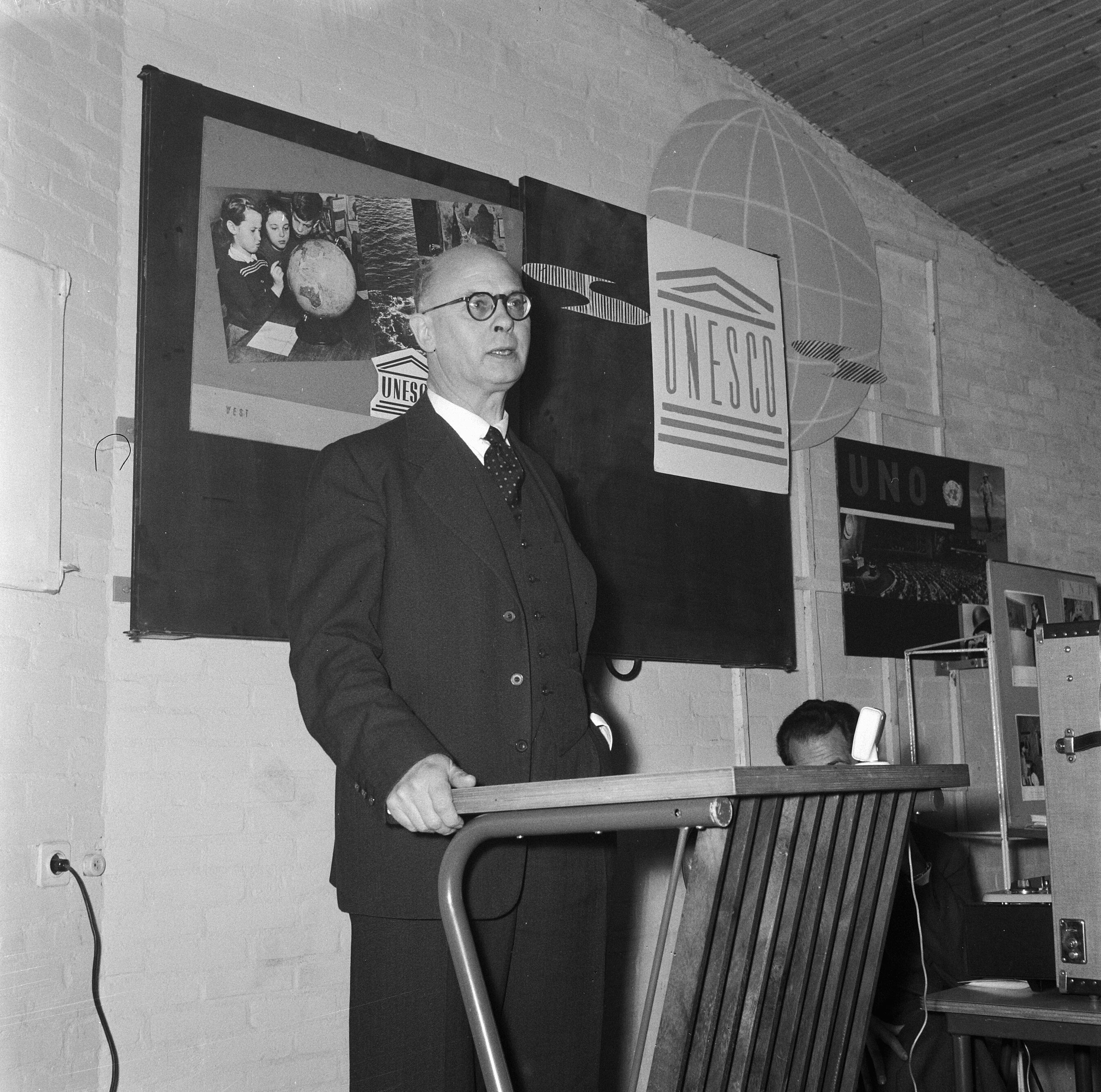
C.C. Berg (1958)

Cornelis Christiaan Berg (* 18. Dezember 1900 in Rotterdam; † 25. Juni 1990 in Leiden) war ein niederländischer Philologe, Kulturhistoriker, Indonesist („Indologe“) und Austronesist, insbesondere Experte für javanische Sprache und Literatur. Er war von 1929 bis 1949 Professor für Javanisch, anschließend bis 1971 für austronesische Linguistik an der Universität Leiden.

## Leben
Cornelis Christiaan Berg wurde als Sohn des gleichnamigen Vaters (1871–1953) und dessen erster Frau Adriana Jacoba Goeman (c. 1870–1919) in Rotterdam-West geboren, wo er auch seine Kindheit verbrachte. Bereits auf dem Gymnasium in Schiedam (Südholland) lernte er Französisch, Deutsch, Englisch, Latein, Griechisch und Hebräisch. Mit einem Stipendium des niederländischen Kolonialministeriums begann er 1919 an der Universität Leiden ein Studium des Arabischen und der Islamkunde, des Sanskrit und der Kulturgeschichte Indiens sowie der Geographie des Ostindischen Archipels (Candidaat-Abschluss 1922). Im anschließenden Aufbaustudium befasste er sich im Hauptfach mit Javanisch, seine Nebenfächer waren vergleichende austronesische Linguistik, antike Geschichte und Archäologie, 1925 schloss er mit dem Doctorandus-Grad (entspricht Magister) ab.
Am 8. Juli 1927 promovierte er mit der Arbeit De Middeljavaansche historische traditie (deutsch: Die mitteljavanische historische Tradition) zum Doktor der Philosophie, sein Doktorvater war G.A.J. Hazeu. Noch im selben Jahr übersiedelte er mit seiner Frau und seinem ersten Kind in die damalige Kolonie Niederländisch-Indien, wo er in Surakarta (Solo) und Yogyakarta in Zentral-Java an weiterführenden Schulen javanische Sprache und Literatur unterrichtete. Daneben studierte er die altjavanische Sprache sowie Literatur. Hierzu bereiste er 1928 auch Bali und die Philippinen.

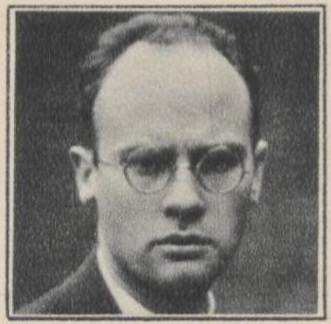
C.C. Berg

Am 23. Januar 1929 berief man ihn als Nachfolger seines Mentors Hazeu zum Professor für javanische Sprache und Literatur an die Universität Leiden, welche Aufgabe er am 20. Februar 1929 mit der Einführungsrede Hoofdlijnen der Javaansche Litteratuurgeschiedenis (deutsch: Umriss der javanischen Literaturgeschichte) antrat. Ab jener Zeit intensivierte er seine wissenschaftlichen Forschungen und veröffentlichte mehrere Bücher über die javanische Kultur und Sprache, insbesondere Textausgaben altjavanischer kidung-Dichtungen. Von 1930 bis 1938 war er zudem Vorstandsmitglied des Koninklijk Instituut voor Taal-, Land- en Volkenkunde (KITLV).
Ab 1938 unternahm er eine abermalige Forschungsreise nach Java, wobei er mit seinem Kollegen G. W. J. Drewes gewissermaßen die Stellen tauschte: Während dieser nach Leiden wechselte, übernahm Berg dessen Lehrverpflichtungen an der Hochschule für Recht und der Literarischen Fakultät in Batavia (Jakarta). Im Gepäck hatte er ein Philips-Gerät für Tonaufnahmen auf Grammophonplatten, mit dem er Sprachbeispiele verschiedener javanischer Dialekte aufzeichnete. Statt geplanter zwei Jahre hielt ihn der Zweite Weltkrieg acht Jahre in Indonesien fest. Während der japanischen Besetzung Niederländisch-Indiens wurde er von 1942 bis 1945 – wie viele Niederländer – interniert. Die japanische Geheimpolizei Kempeitai, die während dieser Zeit im Gebäude der Rechtshochschule in Batavia residierte, vernichtete Bergs Sammlung von Tonaufnahmen.
Nach Kriegsende kehrte er 1946 in die Niederlande zurück und arbeitete weiter auf seinem Lehrstuhl an der Universität Leiden. 1947 nahm man ihn als Mitglied der königlich niederländischen Akademie der Wissenschaften auf. Im akademischen Jahr 1948/49 wählte man ihn zum Rektor der Alma Mater, wozu er am 8. Februar 1949 die Rektoratsrede Poëzie der herscheppende wetenschap (deutsch: Poesie der Umgestaltung der Wissenschaft). Ende 1949 wechselte er auf den neugeschaffenen Lehrstuhl für austronesische Linguistik. Ab 1947 war er erneut Vorstandsmitglied des Königlichen Instituts für Sprachen-, Länder- und Völkerkunde sowie von 1952 bis 1956 dessen stellvertretender Vorsitzender.
Am 23. April 1951 übernahm er die außerordentliche Professur für Geschichte und Entwicklung der indonesischen Sprache am Koninklijk Instituut voor de Tropen in Amsterdam, welche er mit der Rede De problematiek van het Bahasa-Indonesia-experiment (deutsch: Die Problematik des Bahasa-Indonesia-Experiments) übernahm und neben seiner Leidener Professur bis 1967 versah. 1955 begann er mit einer Publikationsreihe zum letzten Königreich auf der Insel Java: Mataram. 1962 und 1969 veröffentlichte er zwei Werke über den javanischen Buddhismus. Nachdem er am 20. September 1971 aus seiner Professur emeritiert worden war, starb er am 25. Juni 1990 im Kreise seiner Familie in Leiden.

## Familie
Berg heiratete am 19. August 1925 in Leiden die Pianistin Alida Apolonia van Ulden (* 5. Juni 1900 in Leiden; † 24. Mai 1977 in Warmond), Tochter des Kaufmanns Petrus van Ulden und der Maria Magdalena Smits. Aus der Ehe stammen fünf Töchter und zwei Söhne:
- Else (Els) Marie Berg (1926–2013)
- Robert Frederik Berg (1928–1972)
- Paulina (Paula) Aletta Berg (* 1930)
- Magdalena (Magda) Maria  Berg (* 1931)
- Theresia (Trees) Maria Berg (* 1934)
- Ernestine (Erna)Theodora Maria Berg (* 1938)
- Cornelis (Kees) Christiaan Berg (1942–2021)

Der Botaniker Cornelis Christiaan Berg ist ein Neffe Bergs.

## Werke (Auswahl)
- Kidung Sunda Den Haag 1927
- De Middeljavaansche historische traditie Santpoort 1927
- Kidung Sundayana. 1928
- Kidung pamañcangah Santpoort 1929
- Hoofdlijnen der Javaansche litteratuurgeschiedenis. Groningen 1929
- Rangga Lawe, Middeljavaansche historische roman Weltevreden 1930
- Prånåtjitrå, een Javaansche liefde Santpoort 1930
- Kidung Harsa-Wijaya. Den Haag 1931
- Hindu literature in Java. 1932
- Babad Bla-Batuh, de geschiedenis van een tak der familie Jĕlantik Santpoort 1932
- De Çiwa-hymne van de Arjunawiwaha. Den Haag 1933
- Critische beschouwing van Neerlands cultureelen invloed en Neerlands cultureele taak in Oost-Indië Den Haag 1934
- Bijdrage tot de kennis der Javaansche werkwoordsvormen. Den Haag 1937
- Opmerkingen over de chronologie van de oudste geschiedenis van Maja-pahit en over Krtarajasajayawardhana's regeering. Den Haag 1938
- Indië's talenweelde en Indië's taalproblemen Groningen 1939
- Poëzie der herscheppende wetenschap. Groningen 1949
- De problematiek van het Bahasa-Indonesia-experiment Groningen 1951
- Herkomst, vorm en functie der Middeljavaanse rijksdelingstheorie Amsterdam 1953
- De evolutie der Javaanse geschiedschrijving Amsterdam 1951
- De Sadeng-oorlog en de mythe van Groot-Majapahit Amsterdam 1951
- Het rijk van de Vijfvoudige Buddha Amsterdam 1962
- Ilmu-ilmu kebudajaan di Indonesia Jakarta 1972
- Penulisan sejarah Jawa Jakarta 1974